# Horex Resident-serie
De Horex Resident-serie is een serie motorfietsen die het Duitse merk Horex produceerde van 1956 tot 1958. 

## Voorgeschiedenis
Na de Tweede Wereldoorlog was Horex in Bad Homburg het eerste Duitse merk dat van de geallieerden weer motorfietsen boven 250 cc mocht maken. Dat resulteerde in 1950 in de Horex Regina 350, een eencilinder die goed verkocht, maar die deels ook nog gebaseerd was op de vooroorlogse techniek van de Horex S 35 en de Horex SB 35. Het was nog een langeslagmotor die slechts 18 pk en in sportversie 20 pk leverde. Bovendien was de Regina nog voorzien van plunjervering achter en een brugframe. Van de Regina verscheen een 250cc-versie en ook een 400cc-versie, die bedoeld was als zijspantrekker. Die functie was in in 1954 overgenomen door de Horex Imperator 400, een 26pk-sterke paralleltwin met een dubbel wiegframe en swingarmvering achter. Voor zijspanrijders kon de Imperator naar keuze geleverd worden met een schommelvoorvork, die echter in die tijd in Duitsland ook als moderner dan de telescoopvork werd beschouwd.

## Horex Resident 350
De Horex Resident 350 die in 1956 op de markt kwam had nog maar weinig kenmerken van de Regina. De machine was bijzonder strak vormgegeven, met een fors voorspatbord, een schommelvoorvork en een swingarm achter. Het frame was het dubbel wiegframe van de Imperator 400. Het carter was helemaal glad en de koelribben omsloten nu het buisje waarin de stoterstangen zaten. De nokkenas lag hoog in het carter. Ook de boring-slagverhouding was anders. De langeslagmotor van de Regina (69 x 91,5 mm) was nu een korteslagmotor (77 x 75 mm). Het vermogen was fors gestegen, van 20 pk naar 24 pk bij 6.500 tpm. De Resident had slechts één uitlaatklep, maar twee uitlaatpoorten en daarmee ook twee uitlaten. Zowel de primaire transmissie als de secundaire transmissie waren naar de rechterkant verhuisd. Ook klanten van de Resident konden kiezen tussen een schommelvoorvork of een telescoopvork. 

## Horex Resident 250
Tegelijkertijd werd een 250cc-versie van de Resident uitgebracht, identiek aan de 350, maar met een kleinere motor die 19 pk leverde. De 250 had een droog gewicht van slechts 110 kg. 